# Ланкастер, Линн
Линн Ланкастер (англ. Lynne C. Lancaster, род. 1964[…]) — американский археолог, специализируется на римской архитектуре и топографии Рима.

## Биография
Ланкастер выросла в Ла-Грейндже, штат Джорджия, и окончила среднюю школу Ла-Грейнджа. Она получила степень бакалавра в области архитектуры в Политехническом институте и университете штата Вирджиния, а также степень магистра и доктора философии в Оксфордском университете. Ланкастер была профессором кафедры антиковедения и мировых религий в Университете Огайо, где она преподавала с 1997 по 2020 год, а также была заведующей кафедрой в 2017–2018 годах. С 2018 по 2021 год Ланкастер занимала должность преподавателя гуманитарных наук имени Эндрю У. Меллона в Американской академии в Риме. В настоящее время она является приглашённым научным сотрудником кафедры классической филологии Университета Цинциннати.

## Награды
В 1993–1994 годах Ланкастер была удостоена Римской премии в области гуманитарных наук от Британской школы в Риме. В 2001 году Ланкастер была стипендиатом премии Филлис У. Г. Гордан в Американской академии в Риме.
В 2007 году Ланкастер получила премию Джеймса Р. Уайзмана от Американского института археологии за «Строительство бетонных сводов в императорском Риме», а с 2010 по 2011 год Ланкастер занимала должность лектора имени Жуковского в Американском институте археологии.

## Публикации
- 2015 — Innovative Vaulting in Architecture of the Roman Empire, 1st to 4th Centuries CE. Cambridge: Cambridge University Press.
- 2012 — A New Vaulting Technique for Baths in Southern Britain: The Anatomy of a Romano-British Invention. Journal of Roman Archaeology[англ.] 25.1: 419–440.
- 2010 — Parthian Influence on Vaulting in Roman Greece? An Enquiry into Technological Exchange under Hadrian. American Journal of Archaeology[англ.] 114.3: 447–472.
- 2005 — Concrete Vaulted Construction in Imperial Rome: Innovations in Context. Cambridge: Cambridge University Press.
- 2005 — The Process of Building the Colosseum: the Site, Materials, and Construction Techniques, Journal of Roman Archaeology 18: 57–82.
- 2000 — Building Trajan's Markets II: The Construction Process. American Journal of Archaeology 104: 755–785.
- 1999 — Building Trajan's Column. American Journal of Archaeology 103: 419–439.
- 1998 — Building Trajan's Markets, American Journal of Archaeology 102: 283–308.
- 1998 — Reconstructing the Restorations of the Colosseum after the Fire of 217. Journal Roman Archaeology 11: 146–174.

## Личная жизнь
С 1989 года Ланкастер жената на коллеге-археологе и педагоге Томе Карпентере, который специализируется на греческой иконографии и древних народах Южной Италии. Вместе они много путешествовали по Средиземноморью и жили в Англии и Италии.